# Liste der Gemeindeverbände im Département Cher
Das Département Cher liegt in der Region Centre-Val de Loire in Frankreich. Es untergliedert sich in 18 Gemeindeverbände.
Siehe auch: Liste der Gemeinden im Département Cher

## Gemeindeverbände

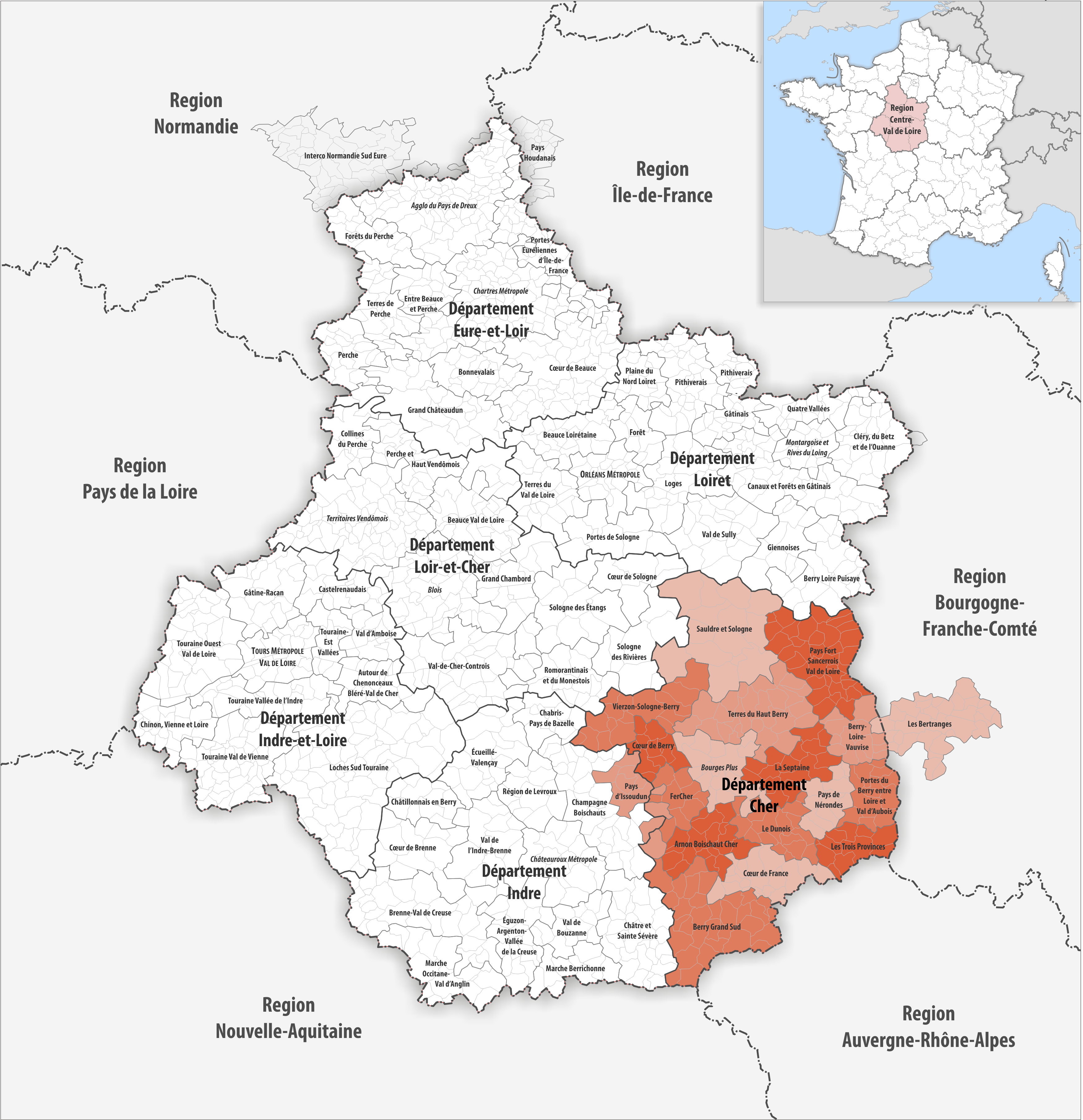
Gemeindeverbände im Département Cher

| Gemeindeverband                             | Gemeinden im Départ./Verband | Einwohner 1. Januar 2022 | Fläche km² | Dichte Einw./km² | SIREN- Nummer | Rechtsform                 | Gründungsdatum    |
| ------------------------------------------- | ---------------------------- | ------------------------ | ---------- | ---------------- | ------------- | -------------------------- | ----------------- |
| Arnon Boischaut Cher                        | 18/18                        | 7.855                    | 379,53     | 21               | 200 027 076   | Communauté de communes     | 21. Dezember 2010 |
| Berry Grand Sud                             | 32/32                        | 11.437                   | 850,63     | 13               | 200 049 484   | Communauté de communes     | 1. Januar 2015    |
| Berry-Loire-Vauvise                         | 14/14                        | 5.427                    | 277,22     | 20               | 200 032 514   | Communauté de communes     | 28. Juni 2012     |
| Bourges Plus                                | 17/17                        | 102.172                  | 417,26     | 245              | 241 800 507   | Communauté d’agglomération | 21. Oktober 2002  |
| Cœur de Berry                               | 11/11                        | 6.878                    | 207,84     | 33               | 200 070 571   | Communauté de communes     | 1. Januar 2017    |
| Cœur de France                              | 19/19                        | 18.225                   | 379,07     | 48               | 200 036 135   | Communauté de communes     | 12. Oktober 2012  |
| FerCher                                     | 9/9                          | 11.296                   | 232,00     | 49               | 241 800 457   | Communauté de communes     | 29. Dezember 2000 |
| La Septaine                                 | 15/15                        | 10.794                   | 391,54     | 28               | 241 800 374   | Communauté de communes     | 15. Dezember 1999 |
| Le Dunois                                   | 16/16                        | 7.132                    | 335,65     | 21               | 241 800 424   | Communauté de communes     | 18. Dezember 2000 |
| Les Bertranges                              | 1/32                         | 19.625                   | 589,99     | 33               | 200 068 088   | Communauté de communes     | 18. November 2016 |
| Les Trois Provinces                         | 11/11                        | 5.025                    | 269,56     | 19               | 241 800 432   | Communauté de communes     | 26. Dezember 2000 |
| Pays d’Issoudun                             | 3/12                         | 18.778                   | 310,66     | 60               | 243 600 236   | Communauté de communes     | 20. Dezember 1993 |
| Pays de Nérondes                            | 12/12                        | 4.644                    | 250,27     | 19               | 200 007 177   | Communauté de communes     | 29. Dezember 2006 |
| Pays Fort Sancerrois Val de Loire           | 36/36                        | 18.143                   | 687,99     | 26               | 200 069 227   | Communauté de communes     | 5. Dezember 2016  |
| Portes du Berry entre Loire et Val d’Aubois | 12/12                        | 9.478                    | 286,37     | 33               | 200 011 781   | Communauté de communes     | 13. Dezember 2007 |
| Sauldre et Sologne                          | 14/14                        | 14.335                   | 970,79     | 15               | 200 000 933   | Communauté de communes     | 29. Dezember 2005 |
| Terres du Haut Berry                        | 30/30                        | 25.976                   | 685,33     | 38               | 200 066 330   | Communauté de communes     | 14. Oktober 2016  |
| Vierzon-Sologne-Berry                       | 16/16                        | 38.153                   | 508,15     | 75               | 200 090 561   | Communauté de communes     | 1. Januar 2020    |